# Erna van Osselen

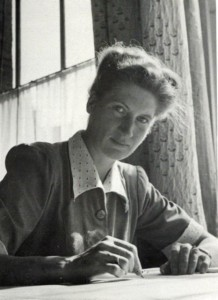
Erna van Osselen in 1948

Ernestine Pauline (Erna) van Osselen (Amsterdam, 13 juli 1903 – Laren, 21 augustus 1989) was een Nederlands kunstenares.

## Levensloop
Erna van Osselen werd geboren op het Entrepotdok bij Kattenburg, waar het gezin van elektrotechnisch ingenieur Van Osselen een dienstwoning had. Ze volgde van 1921 tot 1925 de decoratieve opleiding aan de School voor Bouwkunde, Versierende Kunsten en Kunstambachten te Haarlem waar zij les kreeg van onder anderen Ben Kamp. In 1935 begon ze aan een vervolgopleiding van drie semesters in München aan de Staatsschule für angewandte Kunst. Zij woonde in het centrum van Amsterdam in een flat van Stadsherstel bij de Magere Brug aan de Amstel. Ze bleef ongetrouwd.
Op haar 77ste verhuisde ze naar Laren. Ze woonde daar vanaf 1981 tot haar overlijden op 21 augustus 1989 in het Rosa Spier Huis aan de Esschenboom.
Naast haar werk als kunstenares was Erna van Osselen maatschappelijk actief.

## Kunstenares

Mount Kelett, Hong Kong; tekening pen 355 mm x 254 mm; 1953 Rijksmuseum

Als kunstenares uitte ze haar creativiteit als kalligraaf, tekenaar, grafisch ontwerper en glazenier.
Als kalligraaf maakte ze onder meer de bul voor het eredoctoraat aan de Leidse Universiteit van Winston Churchill en een oorkonde bij het geschenk van koningin Wilhelmina aan generaal Eisenhouwer. Als grafisch ontwerper maakte ze onder andere de affiches voor de jaarbeurs in 1929 en die van een internationale tentoonstelling in 1947 in het Stedelijk Museum van Amsterdam.
Tekenen was haar grote liefde en zij tekende vele fijnzinnige landschappen. Tot op hoge leeftijd gaf haar dat veel voldoening. Otto Treumann zegt over haar tekeningen: 

Daar is vooral het onfeilbare gevoel voor compositie: Erna grijpt stukken uit de natuur, die ze welbewust kiest om die opnieuw op te bouwen tot een eigen wereldje. Harmonie. Dan die meesterlijke liefde voor het detail, de beheersing van de ontelbare structuren, zowel van het landschap als de bomen, struiken, bloemen, gras. Het is ronduit verbazingwekkend, wat zij met al die haarfijne lijntjes weet te bereiken, een ongekende rijkdom aan grijze tinten, structuren en ruimtes.

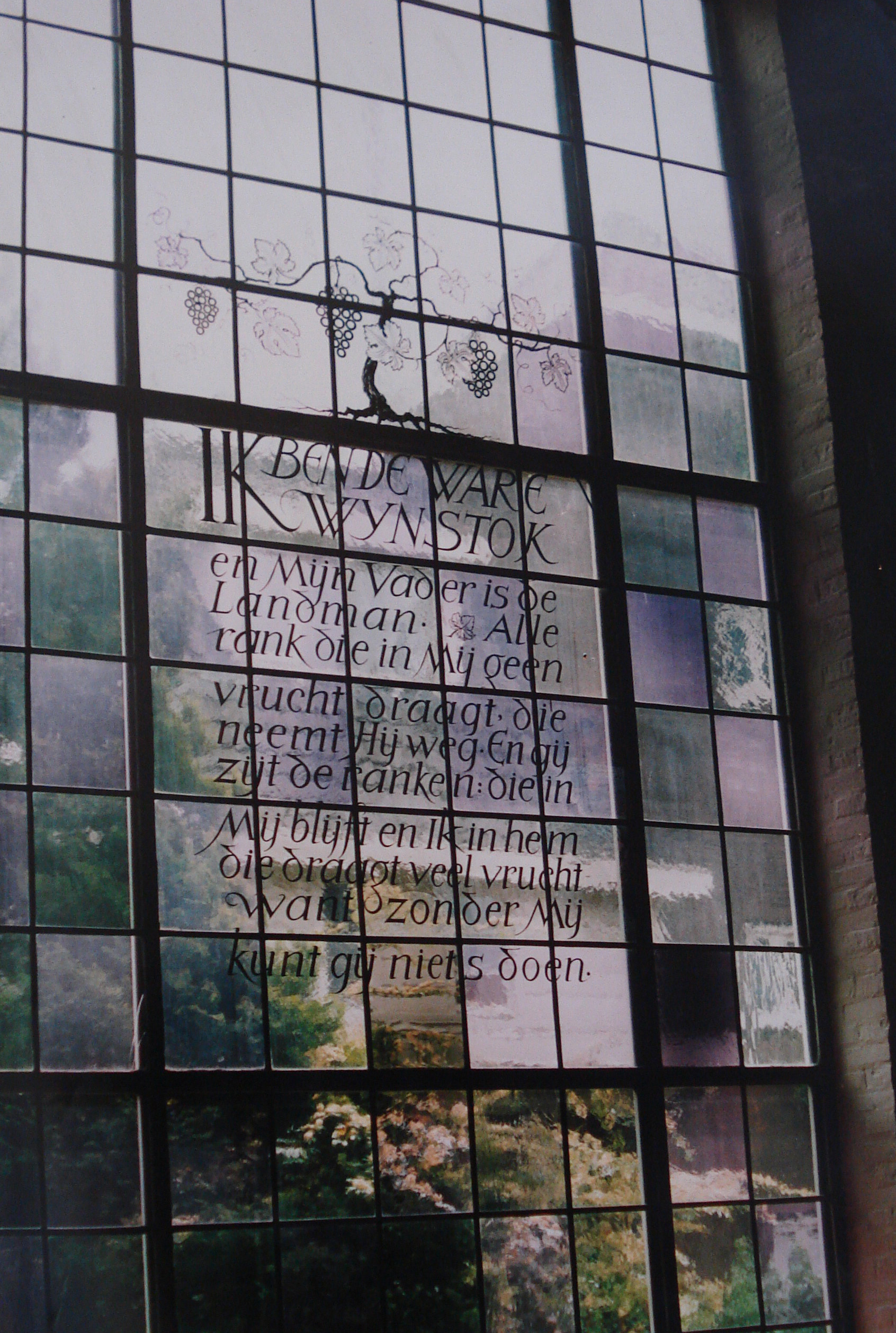
Glas-in-loodraam Remonstrantse kerk Eindhoven

Van Osselen exposeerde vaak in het Stedelijk Museum Amsterdam. Voor de internationale tentoonstelling voor Toegepaste Kunsten 1937 in Parijs maakte ze haar eerste gebrandschilderde raam. Het hing in het paviljoen Religieuze Kunst. Het raam laat, in tegenstelling tot vrijwel alle andere glas-in-loodramen, veel licht door. En ook, niet zo gebruikelijk, bevat het een tekst. Het beeld is een wijnstok met ranken, uitgevoerd in verschillende grijstinten. De tekst is gekalligrafeerd. Bijzonder is de gelijkmatige en toch levendige vlakverdeling. Andere ramen van haar bevinden zich onder andere in de Nederlands Hervormde Kerk in Schore (zes bij elkaar behorende ramen) en in de verbindingsruimtes van het landhuis Noorderheide in Vierhouten.

## Maatschappelijk actief
Haar benoeming als secretaris van de commissie die de Wereldtentoonstelling van 1937 voorbereidde riep veel weerstand op. Het (vrouwelijke) Tweede Kamerlid Frida Katz riep verbouwereerd: "Dat bestaat niet! Een vrouw in een Staatscommissie!"
Voor de Tweede Wereldoorlog  was zij secretaris van de kring Amsterdam van de Nederlandsche Vereeniging voor Ambachts- en Nijverheidskunst (V.A.N.K.), die zichzelf in de oorlog ophief. In de oorlog participeerde zij als bestuurslid in de illegale organisatie van kunstenaars die in de nazomer van 1944 actief werd. Dat was niet zonder gevaar: een aantal kunstenaars was kort daarvoor gefusilleerd en enkele vrienden van Van Osselen zaten gevangen, anderen waren weggevoerd. In de groep werd een nieuwe organisatie van kunstenaars bedacht, die direct na het beëindigen van de oorlog werd gerealiseerd.
Ze was direct na de oorlog actief betrokken bij de oprichting van de Gebonden Kunsten Federatie (GKf) en van meet af aan secretaris. Ook was zij lid van de Zuiveringscommissie voor kunstenaars en bestuurslid van de Beroepsvereniging van Beeldende Kunstenaars. Verder was zij lid van diverse beroepsorganisaties en was ze lid van diverse jury’s voor de uitreiking van kunstprijzen.
Van Osselen was bestuurslid van de Werkschuit. Op dat schip, dat vlak bij de woning van Van Osselen bij de Magere Brug lag, werd onderzoek gedaan naar de rol van kunst en opvoeding. Het belang van kunst droeg ze ook uit als bestuurslid van de Schans, de industrieschool voor meisjes.
- Biografisch Portaal: 42398484
- International Standard Name Identifier: 0000 0003 9521 1996
- Nederlandse Thesaurus van Auteursnamen: 07014995X
- RKD-Nederlands Instituut voor Kunstgeschiedenis: 61071
- Virtual International Authority File: 289886934